# Paguroidea

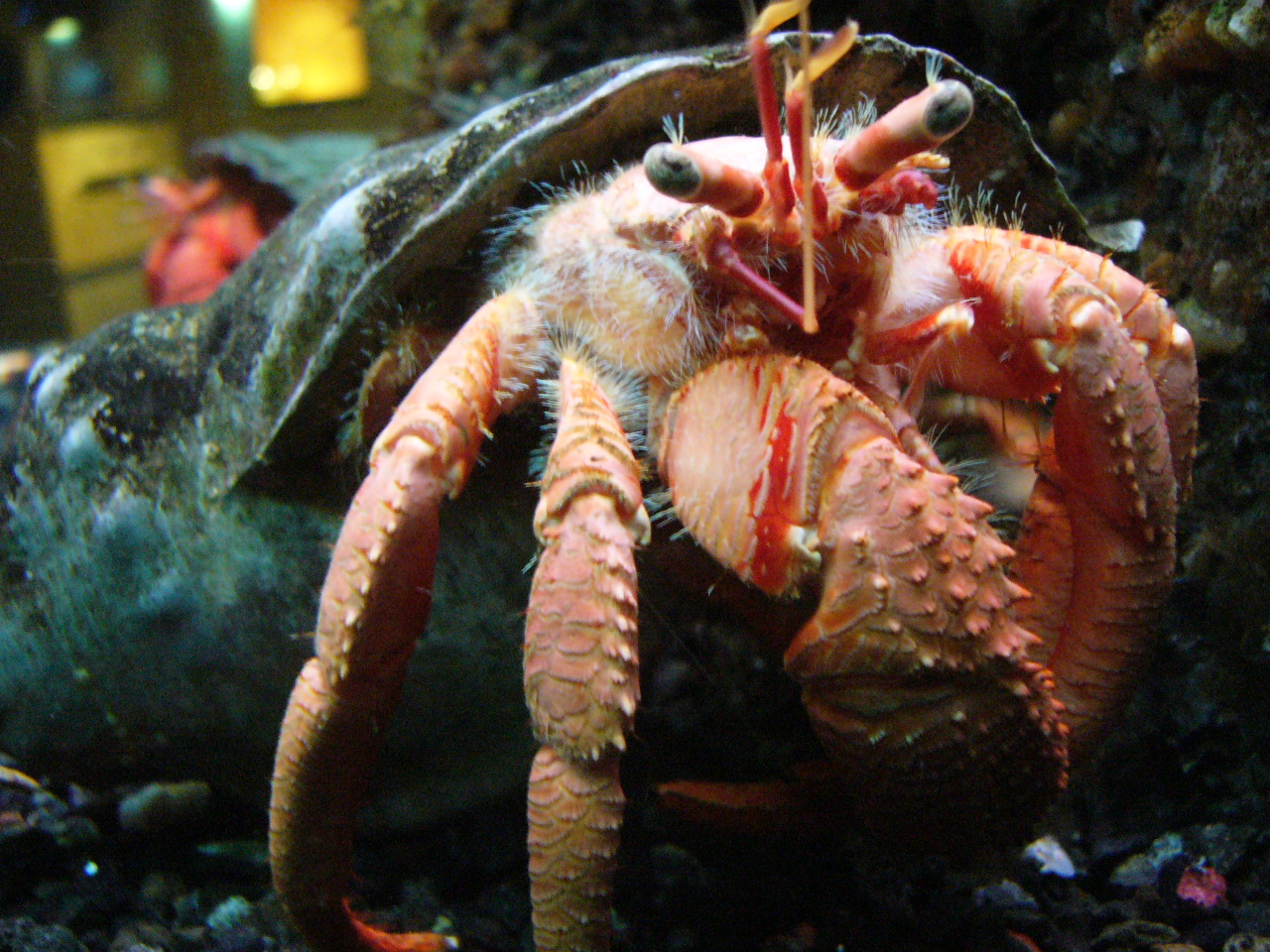
Caranguejo-eremita no Aquarium Finisterrae (Finisterra).

Paguroidea é uma superfamília de crustáceos decápodes da infraordem Anomura. que inclui as espécies conhecidas pelos nomes comuns de caranguejo-eremita, bernardo-eremita, paguro, caranguejo-ermitão e casa-alugada. Os membros desta infraordem apresentam pléon mole e assimétrico que protegem abrigando-se em conchas de moluscos abandonadas e estruturas semelhantes que depois transportam. Algumas espécies transportam anêmonas sobre a concha para aumentar a proteção pois os tentáculos das anêmonas são venenosos, constituindo com aqueles organismos uma relação ecológica de protocooperação. Estão descritas cerca de 1100 espécies de Paguroidea, repartidas por 120 géneros, a grande maioria aquáticas, embora existindo algumas terrestres.

## Descrição
As espécies que integram a superfamília Paguroidea apresentam em comum o uso de conchas de moluscos para recobrir o pléon, o qual é mais mole e sem a proteção quitinosa espessa comum entre os crustáceos. Este tipo de relação interespecífica que estas espécies mantêm com as conchas de moluscos mortos, denominada tanatocenose, é rara no mundo animal sendo este o único grupo em que a maioria dos seus membros a realiza.
Nestes organismos apenas a parte dianteira está recoberta por um exoesqueleto rígido, pelo que para se protegerem recorrem à estratégia de se refugiarem dentro de conchas vazias de moluscos. A forma do seu abdómen está adaptada para que possa caber dentro da concha e, para além disso, as patas e pinças, recobertas por exoesqueleto quitinoso, permitem bloquear a entrada. À medida que o animal cresce, deve mudar de casa. Para isso, começa por inspeccionar detidamente com as pinças as conchas vazias e quando encontra a adequada, muda-se rapidamente. Para os caranguejos-eremitas, encontrar uma concha vazia é uma questão de vida ou morte, pelo que são frequentes as lutas entre eles quando haja poucas disponíveis.
A maioria das espécies pertencentes a este agrupamento são detritívoras e necrófagas ocasionais, mas incluem na sua dieta búzios e outros caracóis aquáticos, mexilhões e outros pequenos bivalves, vermes, pequenos crustáceos e larvas diversas. Também comem restos vegetais, algas e dejectos.
O acasalamento ocorre duas vezes por ano e a reprodução faz-se pela libertação de centenas de ovos fertilizados por cada fêmea, o número dependendo do seu estado alimentar e do tipo de concha que detenha. A fêmea mantém os ovos fecundados sob o abdómen até os libertar nas águas. Ao eclodir, os ovos libertam pequenas larvas do tipo zoea que se integram no zooplâncton até atingirem a fase juvenil.
Ao crescer, as larvas vão mudando de pele, sofrendo múltiplas ecdises até que emergem as quatro antenas e duas pinças. Então o animal está pronto para buscar uma concha que lhe proteja o corpo. Com o crescimento, necessita de outra carapaça, pelo que absorbe água, até quase 70 % do seu peso, e assim inchado, provoca a ruptura da velha carapaça.
A concha retém água, o que que permite manter a humidade das brânquias quando o caranguejo está descoberto.
A desvantagem deste sistema de crescimento, é que no intervalo de tempo entre emergir do velha carapaça e endurecer novamente, o animal está indefeso e à mercê de um grande número de predadores que buscam a oportunidade.
Alguns eremitas complementam a proteção do escudo e procuram associar-se com anémonas capazes de afastar os predadores com os seus tentáculos urticantes. Estes últimos são usados por alguns pescadores como isca para captura chocos.

## Gastronomia
Em algumas comunidades piscatórias das ilhas Baleares e dos Açores, os caranguejos-eremitas são consumidos cozidos, grelhados, em geral marinados com limão e pimenta. A carne do abdómen destes caranguejos é macia e tem um sabor muito característico. Na verdade, é a única parte realmente comestível, pois a parte recoberta pela carapaça é muito difícil de abrir e contém pouca carne. Os caranguejos-eremita também podem ser adicionados em paellas, com arroz. A pescaria é contudo residual, pois não existe procura pois o consumo é muito pequeno e pouco conhecido.